# Segelflugwetterbericht

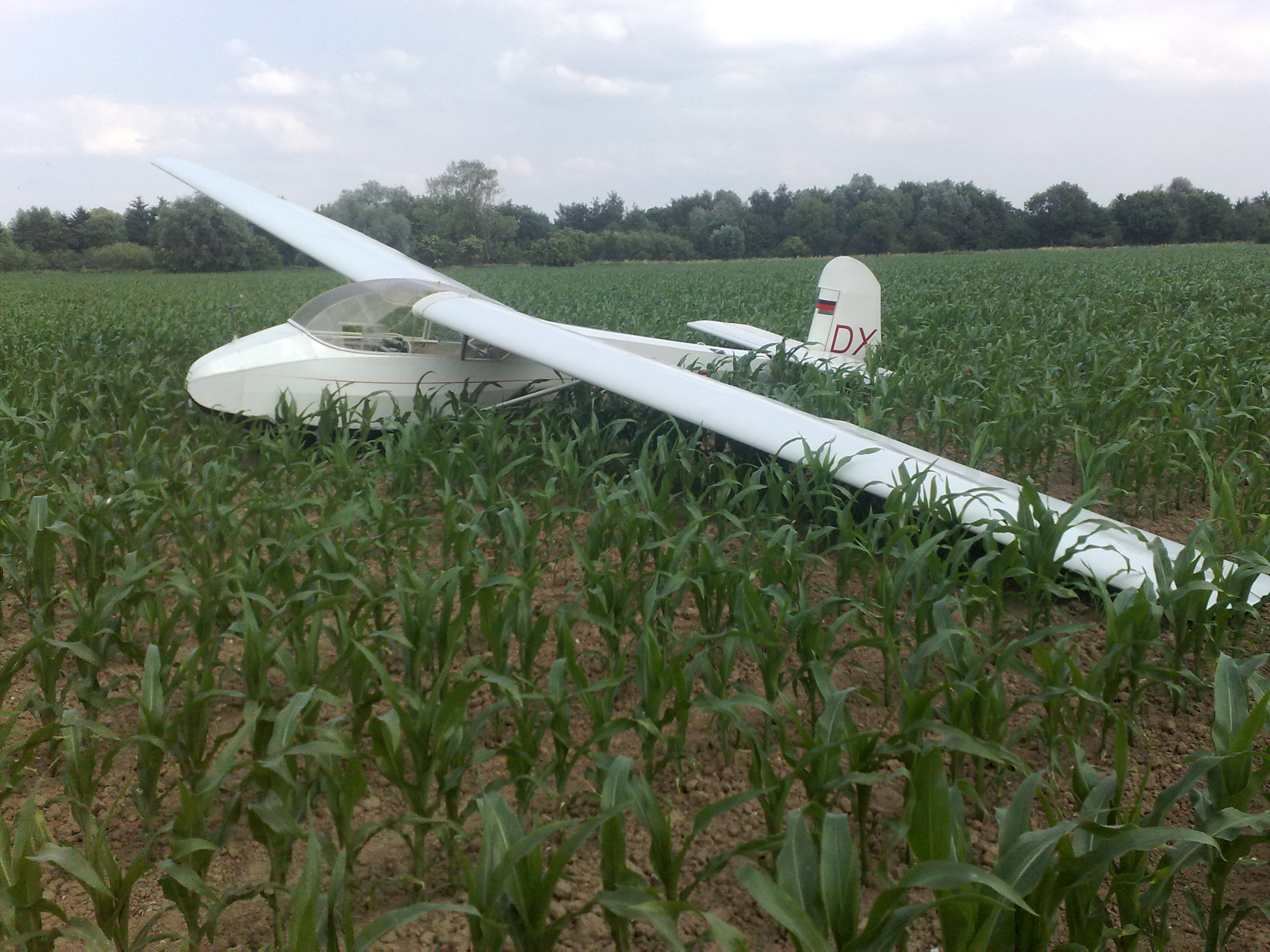
Außenlandung eines Segelflugzeuges: Die Bedingungen der Atmosphäre spielen eine große Rolle beim Segelflug.

Segelflugwetterberichte sind Wetterberichte für Segelflieger, Gleitschirmflieger und Drachenflieger, die vom Deutschen Wetterdienst bereitgestellt werden. 
Sie werden über pc_met, INFOMET, www.wetter.com und über einen Faxserver verbreitet und vom 1. März bis zum 31. Oktober eines jeden Jahres um 07.00 Uhr und 19.00 Uhr MESZ/MEZ aktualisiert.
Folgende Aspekte sind Inhalt eines Segelflugwetterberichtes:
- Wetterlage
- Wolken und Niederschlag
- Thermik
- Thermikbeginn
- Tageshöchsttemperatur
- Thermikende
- wetterwirksame Sperrschichten
- Bodensicht
- Nullgradgrenze
- Boden- und Höhenwinde mit Richtung und Geschwindigkeit
- Höhentemperaturen
- Hinweise und Warnungen
- QNH
- Aussichten für den Folgetag